# Col de Fenestre
Ne pas confondre avec le col Fenêtre.
Le col de Fenestre, à 2 474 m d'altitude, est un col du massif du Mercantour-Argentera séparant l'Italie de la France.

## Histoire
Le légendaire récit du martyre de saint Dalmas se situe sur le chemin du col : « Passant par le col de Fenestre, il aurait été arrêté par des brigands qui l'auraient décapité au bord du Gesso. Il prit alors sa tête, traversa la rivière et mourut sur l'autre rive. Les brigands terrifiés auraient placé son corps sur un chariot tiré par deux génisses qui se seraient arrêtées à Pédona » (lieu de l'érection de l'abbaye carolingienne de Borgo San Dalmazzo).
Dès 1388, le sanctuaire de la Madone de Fenestre situé au pied du col devint le meilleur passage et refuge pour les voyageurs qui empruntaient ce passage entre Nice (sous domination de la Savoie) et le Piémont.
Ce col s'est avéré être un passage stratégique, en témoigne la présence de trois blockhaus sur le versant français du col et d'une petite caserne sur le versant italien. Toutes les fortifications sont italiennes, le col ne devient frontière qu'en 1947 avec le traité de Paris.
Le col a servi de route d'exil en septembre 1943 pour la communauté juive niçoise fuyant l'arrivée des troupes allemandes, qui remplacèrent les troupes d'occupation italiennes. Un grand nombre se retrouveront internés sur le versant italien au camp de concentration de Borgo San Dalmazzo, et certains seront ensuite déportés à Auschwitz. Une plaque au col commémore cet exil.

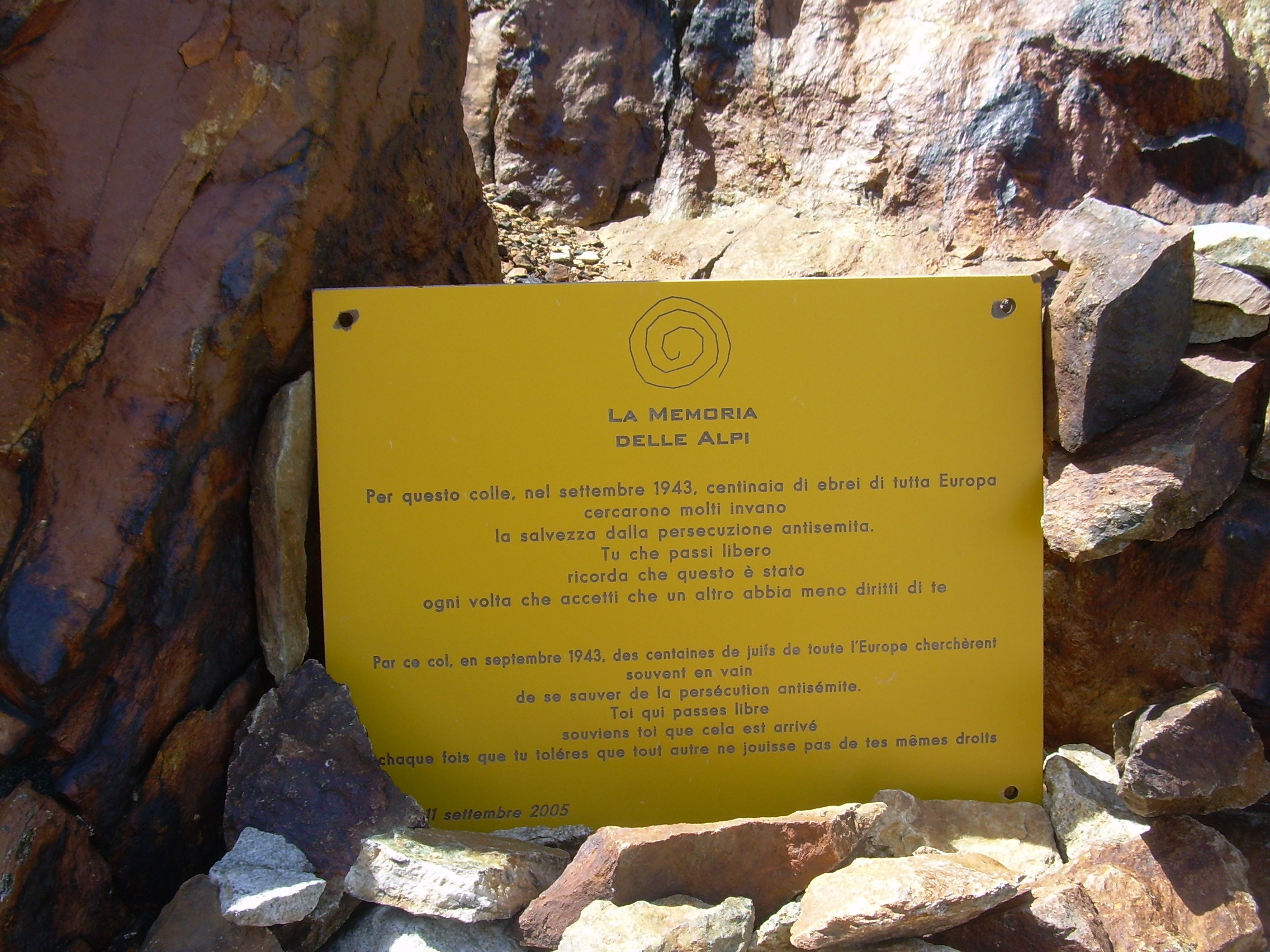
Plaque commémorative au col de Fenestre.

## Tourisme
Actuellement le col de Fenestre est situé en marge de la zone centrale du parc national du Mercantour. Il constitue une randonnée agréable sans trop de difficulté (moins de 3 heures de marche pour un peu plus de 600 m de dénivelé positif), qui permet de voir le lac de Fenestre et de rencontrer chamois et bouquetins qui semblent affectionner le secteur, surtout au refuge en béton côté italien dont les murs imprégnés de salpêtre font le délice de ces animaux.

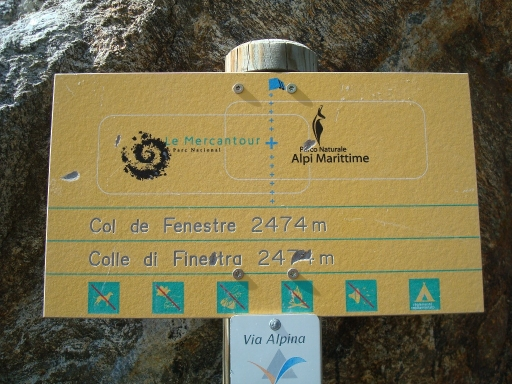
Arrivée au col de Fenestre.